# Ulrike Jary

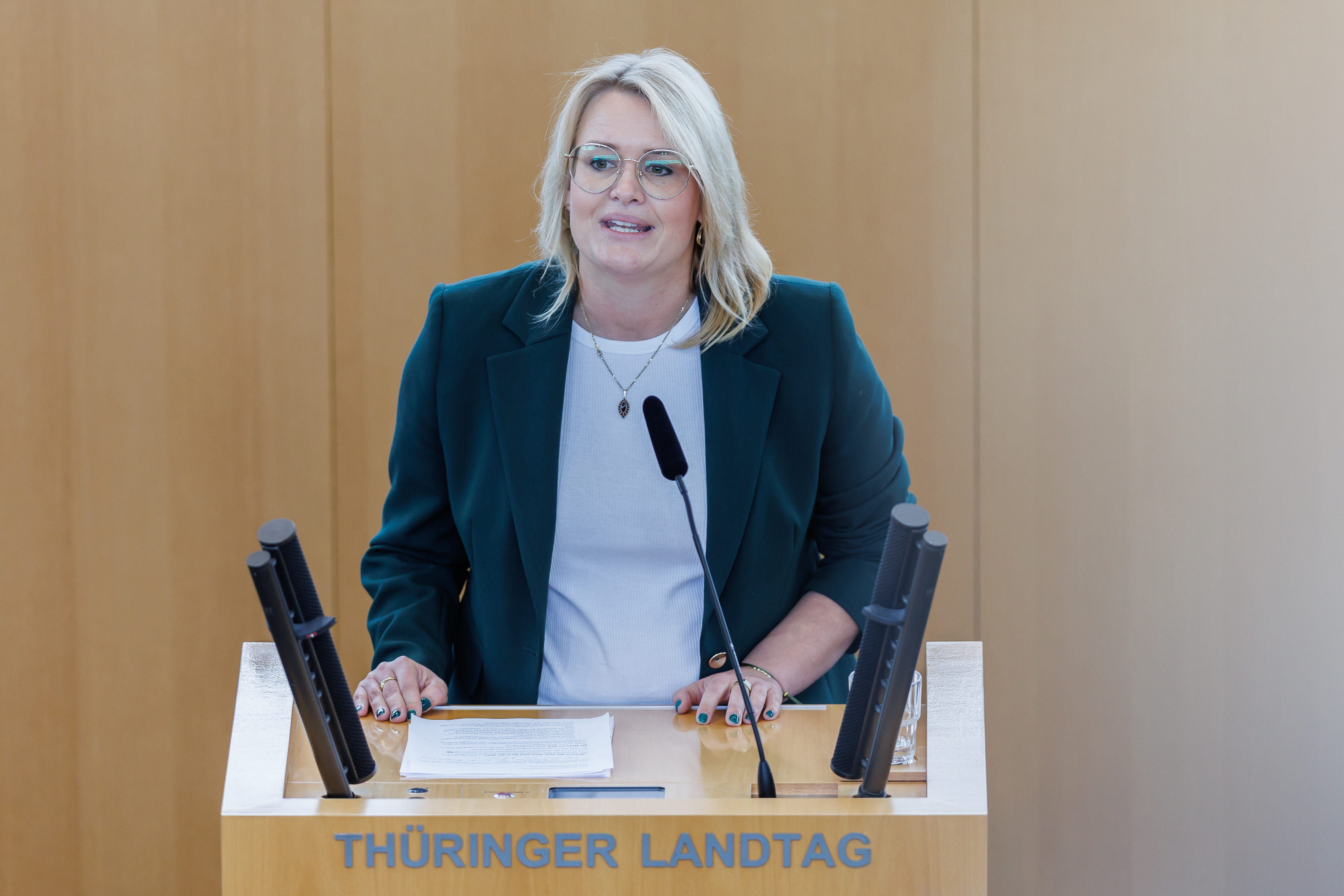
Ulrike Jary (2024)

Ulrike Jary (* 10. Juni 1985 in Eisenach) ist eine deutsche Politikerin der CDU und Mitglied des Thüringer Landtags, in den sie bei der Landtagswahl in Thüringen 2024 erstmals gewählt wurde. Sie ist dort seit Dezember 2024 parlamentarische Geschäftsführerin der CDU-Fraktion.

## Leben
Jary wuchs in Wutha-Farnroda auf, wo sie bis heute lebt. Nach dem Abitur am Albert-Schweitzer-Gymnasium in Ruhla erlangte sie 2008 ein Diplom als Wirtschaftsjuristin (FH) an der Fachhochschule Schmalkalden. Nach beruflicher Tätigkeit in Kassel, Nürnberg und Wutha-Farnroda wurde sie 2021 Fraktionsreferentin für Haushalt und Finanzen im Thüringer Landtag.

## Politischer Werdegang
Ulrike Jary trat 2005 in die CDU ein. 2018 wurde sie Vorsitzende des Ortsverbandes Wutha-Farnroda, 2020 stellvertretende Kreisvorsitzende im Wartburgkreis. Bei den Kommunalwahlen in Thüringen 2019 wurde sie in den Gemeinderat von Wutha-Farnroda sowie den Kreistag des Wartburgkreises gewählt. 2021 wurde sie dessen Vorsitzende.
Am 20. Februar 2024 wurde Jary als Direktkandidatin der CDU für den Wahlkreis Wartburgkreis II, der die Gemeinden Eisenach, Gerstungen und Werra-Suhl-Tal umfasst, nominiert. Bei der Landtagswahl 2024 setzte sie sich im Wahlkreis unter anderem gegen die BSW-Spitzenkandidatin Katja Wolf durch. Am 18. Dezember 2024 wurde sie zur parlamentarischen Geschäftsführerin der CDU-Fraktion im Thüringer Landtag gewählt.

## Privates
Ulrike Jary hat einen Sohn. Nebenberuflich tritt sie auch als Sängerin auf.

## Auszeichnungen

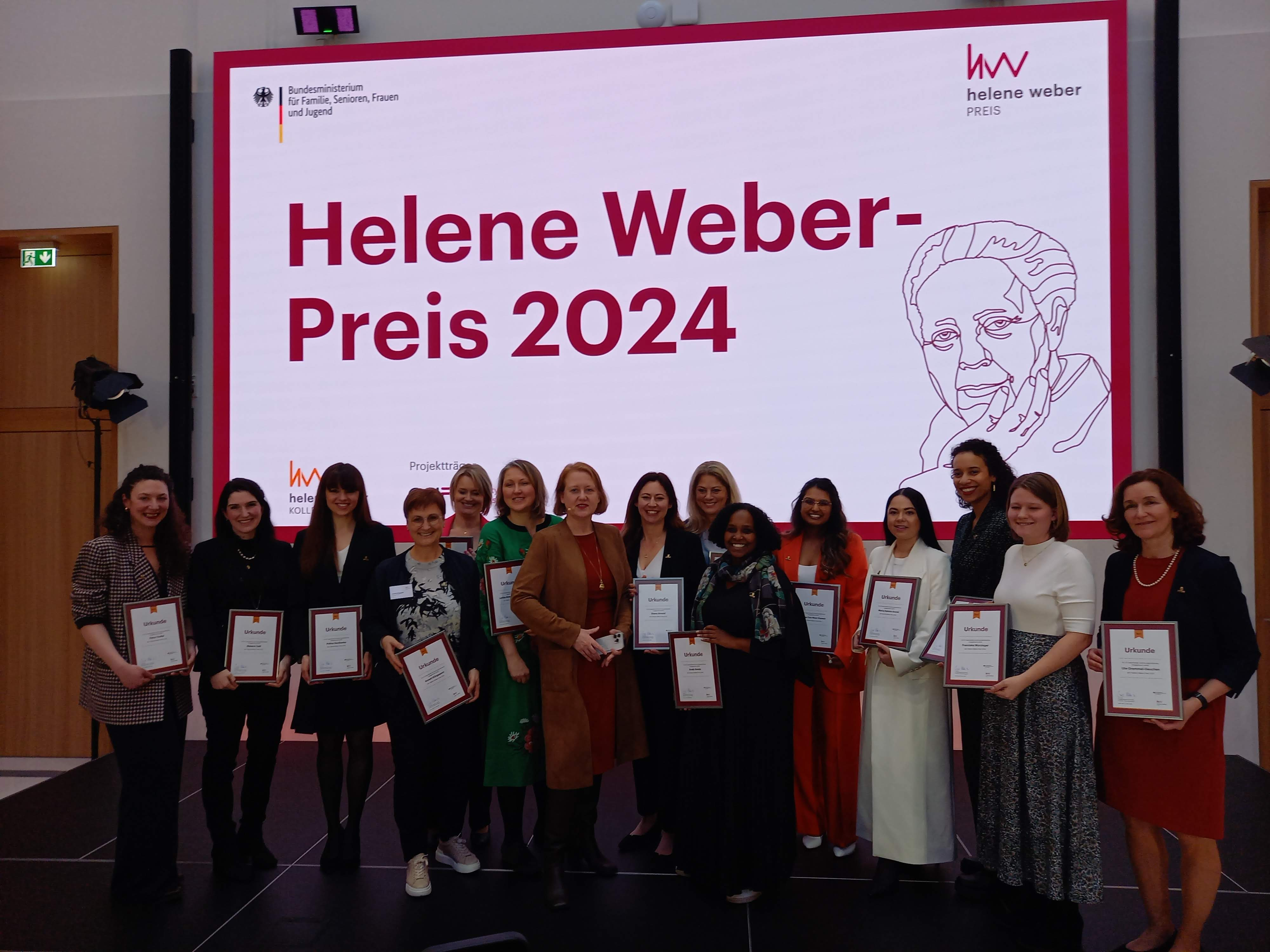
Verleihung des Helene-Weber-Preises 2024 mit Ministerin Lisa Paus; Jary 5. v.l.

- 2024: Helene-Weber-Preis für herausragendes Engagement bei der Ausübung kommunalpolitischer Mandate